# 宗近晴見
宗近 晴見（むねちか はるみ、1936年〈昭和11年〉9月8日 - ）は、日本の男性俳優、声優。本名は北村 克己。東京都出身。身長170cm、体重72kg。血液型はB型。ヘリンボーン所属。

## 人物・来歴
明治大学文学部卒業。俳優座養成所7期卒業。1958年4月に劇団新人会に入団し、1960年10月まで在籍。1961年5月に新劇場に入団。その後、エヌ・エー・シー、芹川事務所、大沢事務所に所属していた。
2010年代以降は仕事量を抑える傾向にあり、映像作品への出演は2011年のテレビドラマ『坂の上の雲』第3部が、舞台を含めると、2014年の舞台『赤い糸、みぃつけた。』が最後の仕事となっている。

## 出演作品

### テレビドラマ
- 松本清張シリーズ・黒の組曲 / 球形の荒野（1962年、NHK総合） - 添田彰一 役
- 大河ドラマ（NHK総合）
  - 赤穂浪士（1964年） - 勝田新左衛門 役
  - 三姉妹（1967年） - 夏木 役
  - 樅ノ木は残った（1970年） - 用人柿本 役
  - 元禄太平記（1975年） - 潮田又之丞  役
  - おんな太閤記（1981年） - 弥助 → 三好一路 役
  - 徳川家康（1983年） - 平岩親吉 役
  - 春の波涛（1985年） - 徳助 役
  - 武田信玄（1988年） - 近野昌八郎 役
  - 春日局（1989年） - 酒井忠世 役
  - 信長 KING OF ZIPANGU（1992年） - 大泉坊 役
  - 秀吉（1996年） - 浅野又右衛門 役
  - 元禄繚乱（1999年） - 小笠原佐渡守長重 役
  - 北条時宗（2001年） - 平盛綱 役
- 特別機動捜査隊 第284話「こどもの暦」（1967年、NET）
- 三匹の侍（フジテレビ）
  - 第5シリーズ 第26話「浪人天国」（1968年） - 熊代
  - 第6シリーズ 第12話「土は哭いていた」（1968年） - 郡代手代
- 風 第32話（1968年、TBS）
- ザ・ガードマン 第182話「サラリーマン・殺人旅行」（1968年）
- プレイガール 第1シリーズ 第35話「夫は外でなにをしていた?」（1969年、12ch）
- 素浪人 花山大吉 第94話「お墓に小判が眠っていた」（1969年、NET） - 浄心寺の寺男・市 役
- 江戸川乱歩シリーズ 明智小五郎（1970年、12ch）
- 燃えよ剣 第8話「月明無名小路」（1970年、NET） - 利助 役
- 大岡越前（TBS / C.A.L）
  - 第2部 第9話「消えた越前」（1971年7月12日） - 卯之吉
  - 第15部 第8話「花嫁割いた母ふたり」（1998年10月26日） - 松田屋昇助
- シークレット部隊 第6話「結婚を盗まれた女たち」（1972年）
- 青春をつっ走れ(フジテレビ / 松竹) 第14話「男の誓い命がけ!」(1972年) - 高木
- 荒野の素浪人 第13話「無残 愛と死の峠」（1972年、NET）
- 太陽にほえろ!（日本テレビ）
  - 第8話「真夜中の刑事たち」（1972年） - 田中
  - 第63話「大都会の追跡」（1973年） - 山下高雄
  - 第296話「ミスプリント」（1978年） - 松浦省三
  - 第332話「冬の訪問者」（1978年） - 望月紘
  - 第357話「犯罪スケジュール」（1979年） - 吉村浩
- 人造人間キカイダー 第28話「赤子を泣かすアカオニオコゼ!」（1973年、NET） - 吉村荘の従業員
- ロボット刑事 第25話「兇悪ガトリングマンのバドービールス作戦!!」（1973年、フジテレビ） - 三倉医師
- 幡随院長兵衛お待ちなせえ 第21話（1974年、NET）
- 破れ傘刀舟悪人狩り（NET）
  - 第1話「闇に光る眼」（1974年） - 町奉行
  - 第60話「二十一年目の顔」（1975年） - 友田哲之助
- 仮面ライダーアマゾン 第20話「モグラ獣人 最後の活躍!!」（1975年、毎日放送）- 小野田医師
- 俺たちの勲章 第4話「刑事くずれ」（1975年、日本テレビ） - 関本 役
- 大江戸捜査網 （12ch / 三船プロ）
  - 第237話「闇夜に咲いた夫婦花」（1976年）
  - 第473話「非情の少女囮作戦」（1980年）
- 特捜最前線（テレビ朝日）
  - 第14話「過去を撃つ女」（1977年）
  - 第341話「殺人マラソンコース!」（1983年） - 藤本秘書課長 役
  - 第352話「レイプ・紅い靴の女!」（1984年）
- 松本清張シリーズ・天才画の女（1980年、NHK総合） - 降田智 役
- ザ・ハングマン 第2話「その命五千万」（1980年、朝日放送） - 藤原
- 鬼平犯科帳 (萬屋錦之介) 第3シリーズ 第2話「凶賊」（1982年、テレビ朝日 / 中村プロ） - 甚五郎の手下 役
- 火曜サスペンス劇場（日本テレビ）
  - 松本清張スペシャル・一年半待て（1984年、松竹） - 会社員 役
  - あしながおじさん殺人事件（1989年、映像プロデュース）
- 宮本武蔵（1984年 - 1985年、NHK総合） - 松雄要人 役
- 破獄（1985年4月6日、NHK総合） - 桜井警部補 役
- 武蔵坊弁慶（1986年、NHK総合） - 平知康 役
- 奇兵隊（1989年、日本テレビ） - 大久保忠寛 役
- 殺意の団欒（1990年、日本テレビ）
- 都会の森（1990年、TBS） - 裁判官 役
- 金曜ドラマシアター（フジテレビ）
  - 実録犯罪史シリーズ 金の戦争（キムのせんそう） ライフル魔殺人事件（1991年）
  - 松本清張作家活動40周年記念企画・波の塔（1991年）
- 愛という名のもとに（1992年、フジテレビ）
- 連続テレビ小説（NHK総合）
  - かりん（1994年）
  - 君の名は（1991年 - 1992年）
- 天上の青（1994年）
- 翔ぶ男（1998年）
- 税務調査官・窓際太郎の事件簿5（2000年、TBS）
- 特集ドラマ「お買い物〜老夫婦の東京珍道中」（2009年、NHK総合）
- 坂の上の雲第3部（2011年、NHK総合） - 野津道貫 役
- 土曜ドラマ（NHK総合）
  - 女たちの帝国（1997年） - 川田広報部長 役
- 陰の季節（TBS）
- とおりゃんせ～深川人情澪通り（NHK総合）
- のんちゃん
- バス通り裏（NHK総合）
- はるちゃん
- ビジネスマンから息子への手紙
- やさしい関係（NHK総合）
- 世にも奇妙な物語（フジテレビ）

### 映画
- 首領への道 - 丸山宏明 役
- 本気!

### 舞台
- アルバート
- 良寛
- 赤い糸、みぃつけた。(2014年)

### テレビアニメ
- NieA_7（2000年） - 新聞屋のおじさん 役
- OVERMANキングゲイナー（2002年） - メダイユ公爵 役

### ドラマCD
- サンダーバード秘密基地セット（バージル・トレーシー）

### 吹き替え

#### 映画
- 刑事コロンボ ハッサン・サラーの反逆（ロッホマン・ハビブ：サル・ミネオ）
- 吸血鬼ドラキュラの花嫁（マインスター男爵）※フジテレビ版
- タイムトンネル（トニー・ニューマン）

#### テレビドラマ
- 0022アンクルの女（日本テレビ） - ランディ・コーバック

#### 人形劇
- 海底大戦争 スティングレイ（フジテレビ） - トロイ・テンペスト[6]
- サンダーバード（NHK総合） - バージル・トレーシー[6]
  - サンダーバード 劇場版（バージル・トレーシー）※劇場公開版[6]・DVD版
  - サンダーバード6号（バージル・トレーシー）※劇場公開版[6]・DVD版

### CM
- NTT
- ガス・ピーポン
- サッポロビール
- 沢の鶴
- モランボン

### その他
- ど人生『未来から来た男』（役名不明）[7]